# Тертуллиан
Квинт Септи́мий Фло́ренс (Фло́рент) Тертуллиа́н (лат. Quintus Septimius Florens Tertullianus; 155/165, Карфаген — 220/240, там же) — один из наиболее выдающихся раннехристианских писателей, теологов и апологетов, автор 40 трактатов, из которых сохранился 31. В зарождавшемся богословии Тертуллиан один из первых выразил концепцию Троицы. Положил начало латинской патристике и церковной латыни — языку средневековой западной мысли.
Тертуллиан фактически обосновал латинское церковное учение и церковный язык
Адольф фон Гарнак, История догматов, Гл.5, § 22

## Жизнь
Достоверных свидетельств относительно жизни Тертуллиана существует относительно немного; большая часть знаний о нём извлечена из отрывков его собственных сочинений. Римская Африка была известна как дом ораторов, и это влияние можно увидеть в стиле его письма с его архаизмом или провинциализмом, яркими образами и страстным нравом. Он был учёным и был очень образован. Его перу принадлежат по крайней мере три книги на греческом языке. В них он ссылается на другие свои произведения, которые до сегодняшнего дня не сохранились.
Согласно церковной традиции, Тертуллиан вырос в Карфагене в семье римского центуриона. Утверждают, что Тертуллиан был опытным юристом и рукоположённым священником. Эти утверждения основаны на рассказах Евсевия Кесарийского («Церковная история», II, II. 4) и глава 53 «О знаменитых мужах» (лат. De viris illustribus) Иеронима. Иероним утверждал, что отец Тертуллиана занимал должность centurio proconsularis («адъютант») в римской армии в Африке .
Кроме того, Тертуллиан считался юристом на основании использования им юридических аналогий и отождествления его с юристом Тертуллианом, цитируемым в Дигестах. Хотя Тертуллиан использовал в своих трудах знание римского права, его юридические знания явно не превышают то, что предоставляло среднее римское образование. Труды юриста Тертуллиана существуют только в отрывках и прямо не указывают на христианское авторство. Представление о Тертуллиане как о священнике также вызывает сомнения. В своих дошедших до нас сочинениях он никогда не описывает себя рукоположённым в церкви и, судя по всему, относит себя к мирянам.
Его обращение в христианство произошло примерно в 197—198 годах (см. Адольф Гарнак, Натаниель Бонвеч и другие), но его непосредственные предшественники неизвестны, за исключением тех случаев, когда они предполагаются на основании его работ. Это событие было внезапным и решающим, сразу изменившим его личность. Он пишет, что не мог представить истинно христианскую жизнь без такого радикального акта обращения: «Христиане созданы, а не рождены» (Apol., Xviii). Две книги, адресованные его жене, подтверждают, что он был женат на христианке.
В среднем возрасте (около 207 г.) его привлекло «Новое пророчество» монтанизма, хотя сегодня большинство учёных отвергают утверждение, что Тертуллиан покинул официальную церковь или был отлучён от церкви. «[Нам] остаётся спросить, мог ли [святой] Киприан считать Тертуллиана своим учителем, если бы Тертуллиан был печально известным раскольником. Поскольку ни один древний писатель не был более определён (если не фанатичен) в этом вопросе раскола, чем Киприан, на этот вопрос обязательно должен быть дан отрицательный ответ».
Во времена Августина у группы «тертуллианистов» ещё была базилика в Карфагене, которая в тот же период перешла к ортодоксальной церкви. Неясно, было ли это имя вторым названием монтанистов или это означает, что Тертуллиан позже откололся от монтанистов и основал свою собственную общину.
Иероним в трактате «О знаменитых мужах» сообщает, что Тертуллиан дожил до глубокой старости. Благодаря опубликованным им доктринальным работам Тертуллиан стал учителем Киприана и предшественником Августина, который, в свою очередь, стал главным основателем латинского богословия.

## Труды
Тертуллиан превосходно знал Священное Писание и греческих авторов. До нас дошло 31 сочинение Тертуллиана, все его труды посвящены темам, имевшим практическое значение: отношению христиан к язычеству, вопросам христианской морали и опровержению ересей. 14 сочинений, известных по названиям, не сохранились.
Первоначально Тертуллиан занимался апологетикой, написав собственно «Апологетик» («Apologeticus») и «К язычникам» («Ad nationes») в 197 г. и выработал кодекс христианской морали в трактатах «О зрелищах» («De spectaculis»), «Об идолопоклонстве» («De idololatria»), «О женском убранстве» («De cultu feminarum») и «К жене» («Ad uxorem»), наставляя катехуменов в трактатах «О крещении» («De baptismo»), «О молитве» («De oratione») и «О покаянии» («De poenitentia»), объяснив в трактате «Об отводе возражений еретиков» («De praescriptionem haereticorum»), почему не следует прислушиваться к их учениям. Автор биографии Тертуллиана блаженный Иероним назвал его поэтому «ardens vir» — «неистовый муж».

### Апологетические
- Apologeticus pro Christianis[англ.].
- Libri duo ad Nationes.
- De Testimonio animae.
- Ad Martyres.
- De Spectaculis[англ.].
- De Idololatria.
- Accedit ad Scapulam liber.

### Догматические
- De Oratione.
- De Baptismo.
- De Poenitentia.
- De Patientia.
- Ad Uxorem libri duo.
- De Cultu Feminarum lib. II.

### Полемические
- De Praescriptionibus adversus Haereticos.
- О венце воина.
- De Fuga in Persecutione.
- Adversus Gnosticos Scorpiace.
- Adversus Praxeam.
- Adversus Hermogenem.
- Adversus Marcionem libri V.
- Adversus Valentinianos[англ.].
- Adversus Judaeos.
- De Anima.
- De Carne Christi[англ.].
- De Resurrectione Carnis.

### О морали
- De velandis Virginibus.
- De Exhortatione Castitatis.
- De Monogamia.
- De Jejuniis.
- De Pudicitia.
- De Pallio.

### Поддельные работы
В прошлом Тертуллиану приписывали множество работ, которые, как было установлено, почти наверняка написаны другими. Тем не менее, поскольку их настоящие авторы остаются неизвестными, они продолжают публиковаться в сборниках работ Тертуллиана.
- «Против ересей» Adversus (лат. Omnes Haereses) — возможно, Викторина Петавского;
- «О казнях богах язычников» (лат. De execrandis gentium diis);
- «Поэма против Маркиона» (лат. Carmen adversus Marcionem);
- «Поэма против Иоанна Профета» (лат. Carmen de Iona Propheta) — возможно, Киприана Галльского;
- «Поэма о Содоме» (лат. Carmen de Sodoma) — возможно, Киприана Галльского;
- «Поэма о Бытии» (лат. Carmen de Genesi);
- «Поэма о суде Господнем» (лат. Carmen de Judicio Domini).

Долгое время считалось, что Тертуллиан редактировал известный труд «Страсти святых Перпетуи, Фелицитаты и с ними пострадавших» (лат. Passio SS. Perpetuae et Felicitatis), большая часть которого является личным дневником святой Перпетуи. Сегодня эта точка зрения признана ошибочной, и труд публикуется отдельно от работ Тертуллиана.

## «Верую, ибо абсурдно»
Знаменитая максима Credo quia absurdum est («верую, ибо абсурдно», то есть метафизично в понимании) является парафразом фрагмента сочинения Тертуллиана «О плоти Христа» (лат. De Carne Christi), где в полемике с гностиком Маркионом он пишет:
Et mortuus est Dei Filius: prorsus credibile est, quia ineptum est. Et sepultus resurrexit: certum est, quia impossibile.
Что в разных вариантах перевода предстаёт следующим образом:
- И Сын Божий умер: это бесспорно, ибо нелепо. И, погребённый, воскрес: это несомненно, ибо невозможно.
- И умер Сын Божий; это вполне достоверно, ибо ни с чем не сообразно. И после погребения воскрес; это несомненно, ибо невозможно.

Согласно Тертуллиану, философии следует ограничиться объяснительной функцией, отказавшись от функции исследовательской. Тертуллиан отвергал возможность аллегорического толкования Писания, считая споры о скрытом смысле библейского текста бесплодным умствованием, «расстраивающим желудок» (De pr. 15) и зачастую ведущим к ереси. Он отдавал предпочтение буквальному толкованию, даже если оно шло вразрез с основными требованиями логики. Если нечто превосходит способности нашего понимания, то это, по мысли Тертуллиана, не говорит о том, что оно само по себе абсурдно. Скорее наоборот, если некое положение Писания представляется нам абсурдным, это указывает на то, что в нём содержится тайна, которая заслуживает тем большей веры, чем менее она тривиальна. Согласно общемировоззренческому кредо Тертуллиана, следует верить тому, что с точки зрения античной мудрости противоразумно, а, возможно, только этому и следует верить (credo quia ineptum). Соответствующая этой позиции максима «Credo quia absurdum est» («Верую, ибо абсурдно») вдохновляла теологов, защищавших концепцию чистой веры, выступая против притязаний рациональной теологии.

## Моральные принципы
Тертуллиан был решительным сторонником строгой дисциплины и суровых правил поведения и, как и многие африканские отцы, был одним из ведущих представителей ригоризма в ранней церкви. Эти взгляды, возможно, привели его к принятию монтанизма с его аскетической строгостью и его верой в хилиазм и продолжительностью пророческих даров. В своих работах о публичных развлечениях, покрывании девственниц, поведении женщин и тому подобном он выражает эти взгляды.
Исходя из принципа, что мы не должны смотреть или слушать то, что мы не имеем права практиковать, и что осквернённые вещи, видимые и затронутые, загрязняют (De Spectaculis, viii, xvii), он заявил, что христианин должен воздерживаться от театра и амфитеатров. Там практиковались языческие религиозные обряды и упоминались имена языческих божеств; там заповеди скромности, чистоты и человечности игнорировались или откладывались в сторону, и там не было места для взращивания христианской благодати. Женщинам следует отложить свои украшения из золота и драгоценных камней, а девы должны подчиняться закону Св. Павла в отношении женщин и хранить себя строго под покровом (De virginibus velandis). Он восхвалял состояние безбрачия как высшее (De monogamia, xvii; Ad uxorem, I. 3) и призывал христиан не позволять весталкам и египетским священникам превзойти себя в безбрачии. Он даже назвал второй брак разновидностью прелюбодеяния (De exhortatione castitatis, ix), но это прямо противоречило посланиям апостола Павла. Решение Тертуллиана никогда больше не жениться и что никто больше не должен жениться повторно, в конечном итоге привело к его разрыву с Римом, потому что ортодоксальная церковь отказалась последовать за ним в этом решении. Вместо этого он поддерживал секту монтанистов, которая также осуждала второй брак. Одной из причин пренебрежения Тертуллиана к браку была его вера в преображение, которое ожидало супружескую пару. Он считал, что супружеские отношения огрубляют тело и дух, притупляют их духовные чувства и отвращают Святого Духа, поскольку муж и жена стали одной плотью после женитьбы.
Тертуллиан имел радикальный взгляд на космос. Он считал, что небо и земля пересекаются во многих точках и что возможны сексуальные отношения со сверхъестественными существами.

## Значение
Средневековые богословы не могли простить Тертуллиану его отступничества от истинной христианской веры и перехода в монтанизм. В их трудах зачинатель латинского богословия упоминается нечасто и не особо одобрительно. Лишь немногие, как св. Киприан и блаженный Иероним, его оценили положительно. Только в XIX веке Тертуллиан был в полной мере переоткрыт как один из наиболее значительных латинских авторов своего времени и ключевая фигура в становлении западного христианства. В теологии его интересовали аспекты не столько метафизические, сколько практические и юридические — и это сближает его с учителями католической церкви последующих поколений. В отличие от греческих отцов, он был враждебно настроен к античной философской традиции и риторически вопрошал: «Что может быть общего у Иерусалима с Афинами?»

## Переводы
- Patrologia Latina, Ed. Migne, 1844 — два тома (I—II, 1336 и 1392 стр.).
- В серии «The Loeb classical library» издан только один том из Тертуллиана (под № 250): «Апология» и «О зрелищах», с приложением «Октавия» Минуция Феликса.
- В серии «Collection Budé» издан только один том: Tertullien. Apologétique. Texte établi et traduit par J.P. Waltzing avec la collaboration de A. Severyns. LXXI, 223 p.

Старые русские переводы:
- Квинта Септимия Флорента Тертуллиана Защищение христиан против язычников. / Пер. еп. Афанасия. М., 1802. 230 стр.
- Творения Тертуллиана… / Пер. с фр. Е. Карнеева. Ч.1-4. СПб, 1847—1850.
  - Т. 1. 1847. 1849. 4+204 стр.
  - Т. 2. 1847. 1849. 224 стр.
  - Т. 3. 1850. 2+224 стр.
  - Т. 4. 1850. 241 стр.
- Творения Кв. Септ. Флор. Тертуллиана. / Пер. Н. Щеглова и еп. Василия (Богдашевского). В 3 т. Киев, 1910—1915.
  - Ч. 1. Апологетические сочинения Тертуллиана. 1910. 226 стр. (частичное переиздание: Апология. / Пер. Н. Щеглова. // Отцы и учители Церкви III века. Антология. М., 1996. Т.1. С. 317—378.)
  - Ч. 2. Догматико-полемические сочинения Тертуллиана. 1912. 311 стр.
- переиздание старых переводов: Тертуллиан. Апология. М., АСТ. 2004. (включает: «О воскресении плоти»; «Против иудеев»; «К язычникам»; «Апология»; «О свидетельстве души»; «К Скапуле»; «О плоти Христа»; «Об отводе дела против еретиков»)

Новые русские переводы:
- Апологетик (неполный перевод). // Богословские труды. 1984. № 25.
- О покаянии. / Пер. М. Е. Сергеенко. // Богословские труды. 1985. № 26.
- Тертуллиан, Квинт Септимий Флорент. Избранные сочинения. / Пер. И. Маханькова, Ю. Панасенко, А. Столярова, Н. Шабурова, Э. Юнца. Составитель и общ. ред. А. А. Столярова. М.: Прогресс-Культура, 1994. 448 стр. 10000 экз. (перевод 16 трактатов)
- Тертуллиан, Квинт Септимий Флоренс. О плаще. / Пер. А. Я. Тыжова. Составитель, статьи, комм. Ю. С. Довженко. (Серия «Античное христианство». Раздел «Источники»). СПб.: Алетейя, 2000. 224 сщ.
- Тертуллиан. Против Праксея. / Пер. группы студентов Российского Православного университета под ред. А. Фокина. // Альфа и Омега. М., 2001. № 1-2 (27-28).
- Тертуллиан, Квинт Септимий Флоренс. О душе. / Пер., вступ. ст. и комм. А. Ю. Братухина. Науч. ред. В. С. Дуров. (Серия «Библиотека христианской мысли. Источники»). СПб.: Издательство Олега Абышко, 2004. 256 с.
- Тертуллиан. Против Маркиона. / Пер. А. Пенькевича. // Христианское чтение. СПб.: 2004. № 23.
- Тертуллиан. Апологетик. К Скапуле. / Пер. А. Ю. Братухина. (Серия «Библиотека христианской мысли. Источники»). СПб.: Издательство Олега Абышко, 2005. 256 с.
- Тертуллиан, Квинт Септимий Флоренс. Против Маркиона в пяти книгах / Пер. А. Ю. Братухина. — СПб.: Издательство Олега Абышко, Университетская книга, 2010. — 576 с.

## Комментарии
1. ↑  Полное имя: Quintus Septimius Florens Tertullianus не встречается ни у самого Тертуллиана, ни у других авторов; оно появляется лишь в средневековых рукописях. «Тертуллиан» и «Септимий Тертуллиан» встречается у самого Тертуллиана[3] и у других авторов[4]. Сочетание четырёх элементов имени выглядит правдоподобно, но за его достоверность нельзя ручаться. Когномен (фамильное имя, присоединявшееся к родовому) «Тертуллиан» зафиксировано эпиграфически…[5]
2. ↑  См. Введение к [8]; однако Барнс отказался от некоторых своих точек зрения в пересмотренном издании 1985 г.
3. ↑  Отрывок из «Praedestinatus», описывающий тертуллианистов, предполагает, что это могло быть так, поскольку тертуллианистский служитель имеет право принадлежать церкви в Риме на том основании, что мученики, которым она была посвящена, были монтанистами. Но отрывок является очень сжатым и неоднозначным.